# Мумтаз (актриса)
Мумтаз Аскари Мадхвани (хинди मुमताज़; род. 31 июля 1947, Бомбей, Британская Индия) ― индийская актриса

, в первую очередь известная своей работой в фильмах на языке хинди. является лауреатом премии Filmfare и в том числе за вклад в кино на языке хинди.

## Биография
Родилась 31 июля 1947 года в городе Бомбей в семье торговца сухофруктами Абдула Салима Аскари и Шади Хабиб Агхи, которая была родом из Ирана. Её родители развелись через год после её рождения.
Мумтаз дебютировала в 11 лет в фильме «Золотая птица» (1958). После небольших ролей подростка в таких фильмах, как Stree (1961), «Золотые качели» (1963) и «Несмываемое пятно» (1963), Мумтаз перешла к ведущим ролям в серии боевиков с борцом Дарой Сингхом: Faulad (1963) и Daku Mangal Singh (1966).
По участию в этих фильмах её назвали «героиней каскадерского фильма», и её кинокарьера застопорилась. Затем она сыграла роли второго плана в фильмах: «Рам и Шиам» (1967), «Мой самый любимый друг» (1968) и «Брахмачари» (1968), которые были хорошо встречены критиками.
Перелом в карьере Мумтаз произошел в семейной драме «В смятении» (1969). Она зарекомендовала себя как одна из ведущих актрис хинди-кино с фильмами: «Дорога к счастью» (1969), «Испытание дружбы» (1969), «Опасное сходство» (1970), «Игрушка» (1970), «Он и она» (1971), «Брат и сестра» (1971), «Хитрость против алчности» (1972), «Бездельник» (1973), «По ту сторону озера» (1973), «Самозванцы поневоле» (1974), «Клянусь вами» (1974), «Кусок хлеба» (1974), «Испытание любви» (1975) и «Кобра» (1976).
На поздних этапах в кино Мумтаз заняла свою нишу и стала известна своей универсальностью и избеганием повтора типажа, которые изначально остановили её карьеру. Она стала известным секс-символом в 1970-х годах и зарекомендовала себя как самая высокооплачиваемая женщина в индийской индустрии развлечений с конца 1960-х до середины 1970-х годов.
После своего появления в драме «Зеркало» (1977) Мумтаз взяла творческий отпуск на 13 лет, вернувшись в фильме Aandhiyan (1990), после чего ушла из кино.
После ухода из кино она поселилась в Лондоне со своим мужем, угандийским бизнесменом Маюром Мадхвани, от которого у неё две дочери. Она выступала за помощь выжившим после болезни рака груди и снялась в документальном фильме «1 в минуту» (2010).